# Bernd Steixner
Bernd Steixner (* 1961 in Würselen) ist ein deutscher Dirigent, der hauptsächlich Musicals dirigiert.

## Werdegang
Nach seiner Ausbildung zum Dirigenten an der Musikhochschule Köln spezialisierte er sich auf das Genre Musical. Zudem studierte er Wirtschaftswissenschaften an der RWTH Aachen. Als Dirigent und langjähriger Musikalischer Leiter des Theater des Westens in Berlin war er seitdem für folgende Musicalproduktionen tätig:

### Produktionen
- 1996–1997: Gambler (Welturaufführung), Musicaltheater Mönchengladbach
- 1997–1998: Gaudì, Musicaldome Köln
- 1998–1999: Les Misérables, Musicaltheater Duisburg
- 1999–2000: Das Phantom der Oper, Theater Neue Flora Hamburg
- 2001–2003: Elisabeth (Deutsche Erstaufführung), Colosseum Theater Essen
- 2002: Titanic, Theater Neue Flora Hamburg, CD-Aufnahme
- 2003–2005: Les Misérables, Theater des Westens Berlin
- 2004: Jesus Christ Superstar (Eigenproduktion), Hamburg, Essen, Berlin
- 2005–2006: 3 Musketiere, Theater des Westens Berlin
- 2006–2008: Tanz der Vampire, Theater des Westens Berlin
- 2007–2008: Tanz der Vampire, Ungarisches Nationaltheater Budapest
- 2008: Elisabeth, Theater des Westens Berlin[1]
- 2008: Marie Antoinette, Musical Theater Bremen, Bremen (Europäische Erstaufführung)[2]
- 2009: The Producers, Admiralspalast Berlin
- 2009: Tanz der Vampire, Metronom Theater Oberhausen
- 2010: Ich war noch niemals in New York, Raimund Theater Wien
- 2010: Tanz der Vampire, Ronacher Wien
- 2010: Tanz der Vampire, Stadsschouwburg Antwerpen (Belgische Erstaufführung)
- 2011–2012: Ich war noch niemals in New York, Apollo Theater Stuttgart
- 2012: Marie Antoinette, Seoul
- 2013–2014: Sister Act, Apollo Theater Stuttgart
- 2014–2017: Tarzan, Apollo Theater Stuttgart
- 2015: Marie Antoinette, Operettentheater Budapest
- 2015/16: Crest of the Royal Family (Welturaufführung), Imperial Theater Tokyo
- 2017: Lady Bess, Imperial Theater Tokyo
- 2017: Mary Poppins, Apollo Theater Stuttgart
- 2018: Matterhorn (Welturaufführung), Theater St. Gallen
- 2018: Marie Antoinette, Hakata & Tokyo

### Weitere Aktivitäten
In der Spielzeit 2014/15 war Steixner Mitglied der Jury des Deutschen Musical Theater Preis 2015.

## Diskographie
- Elisabeth (Deutsche Castaufnahme, Polydor)
- Titanic (Deutsche Castaufnahme, Polydor-Universal)
- Drei Musketiere (Deutsche Castaufnahme, Sony-BMG)
- Tanz der Vampire (Ungarische Gesamtaufnahme, PS Produkcio)
- Marie Antoinette (Deutsche Highlight CD, Sonymusic-Ariola)
- Matterhorn (Gesamtaufnahme Uraufführung, Hitsquad)